# Megabraula antecessor
Megabraula antecessor är en tvåvingeart som beskrevs av David Grimaldi och Benjamin A. Underwood 1986. Megabraula antecessor ingår i släktet Megabraula och familjen bilöss.
Artens utbredningsområde är Nepal. Inga underarter finns listade i Catalogue of Life.